# Tarota
La tarota és un instrument de vent de la família dels oboès format per un tub de fusta de perforació cònica, una transició metàl·lica (el tudell) i una llengüeta (inxa) de doble canya. La llargada del tub és d'uns seixanta centímetres, d'una, dues o tres peces, i en la seva versió més primitiva (tarota seca), aquest consta de sis forats a la part davantera i un a la part posterior (per bé que en algunes construccions el forat posterior és inexistent) on el músic col·loca els dits per a executar la melodia.

## Terminologia
A Catalunya, el mot tarota fa referència tant a la xeremia d'ús popular com un instrument construït amb escorça d'avellaner caragolada utilitzat al Ball de bastons de saurí de Reus que produïa un brogit imprecís. Per referir-se a aquesta xeremia d'ús popular també s'ha fet servir històricament altres mots com tararot, xeremia, gralla, grall, entre d'altres.
Hi ha diversos instruments musicals amb noms semblants a la tarota com la turuta, un instrument infantil de tipus clarinet amb llengüeta simple propi d'Extremadura; la tararòla, un instrument de tipus clarinet d'Occitània; el tararòto, un instrument fet d'escorça vegetal caragolada de Gascunya; el taragató, un instrument de la família de l'oboè d'Hongria; el tururot, una xeremia mallorquina documentada el segle xvi; o la trota, un instrument fet d'escorça vegetal caragolada del Pallars. Tots aquests instruments tenen en comú que són instruments rústics, amb un tub sonor recte, de vent, amb una sonoritat forta i un timbre aspre.
Tot i que es desconeix l'origen del mot tarota, alguns plantegen que la paraula tindria un origen onomatopeic pel so rústic de l'instrument i d'altres plantegen que seria per la forma. De fet, dins del refranyer popular català hi ha una expressió que conté aquest mot: «tenir un nas de tarota» o «tenir el nas com una tarota» per referir-se a un nas gros, o a la Bisbal d'Empordà, el mot tarot fa referència al broc gros d'un càntir.

## Història

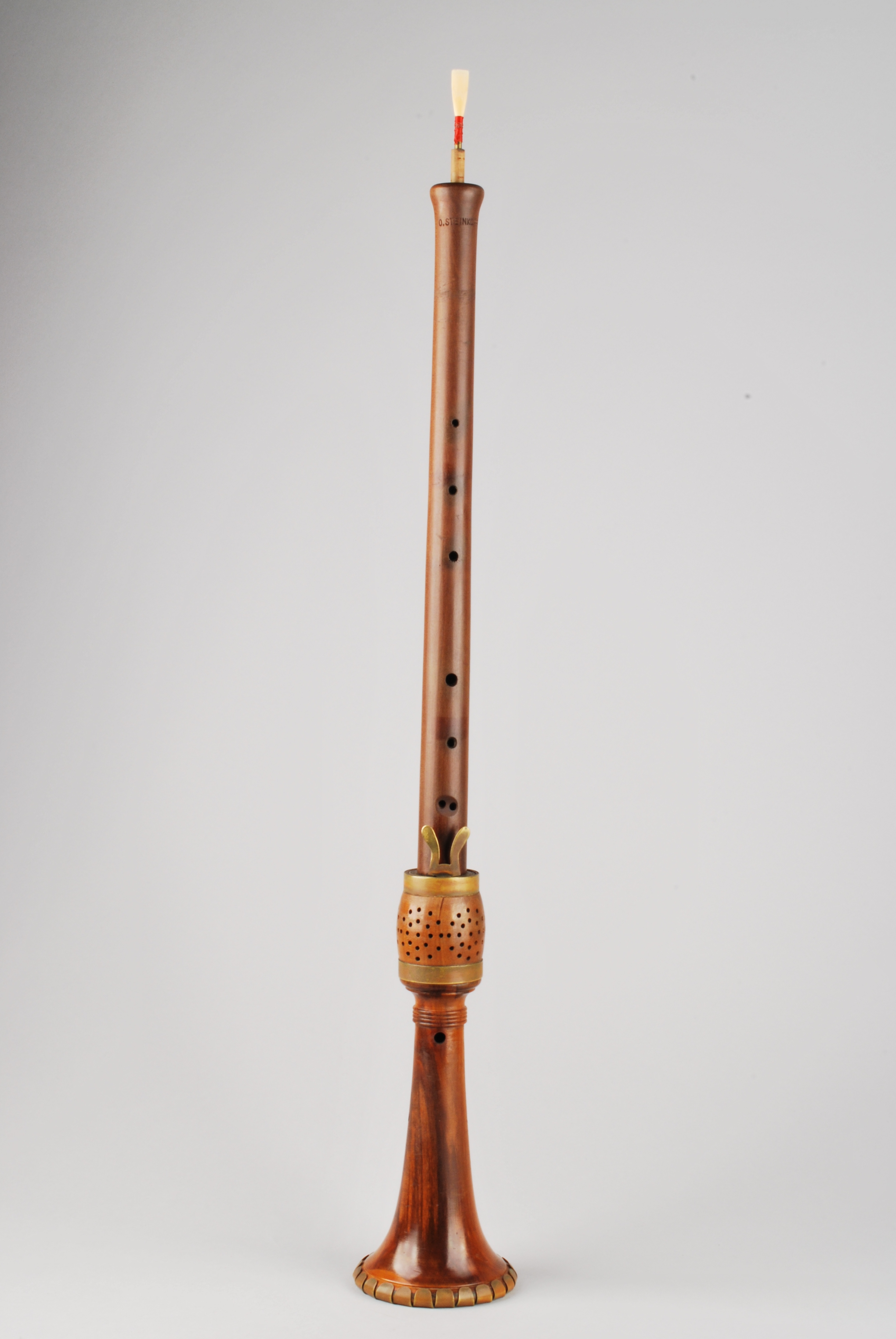
Reconstrucció històrica d'una xeremia

L'origen de la tarota el trobem en la xeremia utilitzada en la música culta occidental en època medieval. Les primeres referències als antecedents de l'instrument els trobem en documents del segle xiii de la Corona d'Aragó en què apareixen ministers d'arreu d'Europa que feien sonar xeremies (també amb el nom de «xelemia», «xalamia», «xaramiya», «xirimia» o «xeremia»), durant el segle posterior hi ha documentats el gust de diversos monarques com Joan el Caçador pels grups de joglars (a partir de mitjan segle xiv anomenats ministrers) que tocaven cornamuses, xeremies i bombardes pel gaudi i diversió de la cort. Tant la xeremia com la bombarda eren instruments de vent amb un cos troncocònic, amb campana i llengüeta doble i cap dels dos no tenia forat posterior d'octavació. Les diferències principals entre els dos instruments és el fet que les bombardes no tenien suport de fusta per l'inxa i que tenien entre una i quatre claus que n'augmentaven la tessitura.
Els nous gustos del Renaixement durant els segles xvi i xvii, que busquen sons més suaus i monocolors, provocaran una davallada en l'ús dels instruments de vent a la cort que seran substituïts per instruments de corda. Amb el Barroc, les xeremies i les bombardes seran substituïdes pels oboès, un instrument de nova creació a Europa, que a partir d'aquest moment s'incorporaran a les orquestres amb un papar secundari. Tot i que la xeremia i la bombarda van caure en desús en la música culta en favor de l'oboè –que amb una inxa més petita tenia un so més suau més adequat per a les noves formacions– la xeremia continuarà evolucionant dins de la música popular.
La tarota, entesa com a xeremia d'ús popular, es va mantenir present en la cobla de tres quartans acompanyada del sac de gemecs, el flabiol i el tamborí. La cobla de tres quartans és un conjunt instrumental propi de les comarques septentrionals de Catalunya per acompanyat danses tradicionals com la sardana curta, el contrapàs, el ball pla o el ball cerdà. La tarota es va mantenir en aquesta formació des del segle xviii fins a mitjan segle xix quan l'instrument caurà en desús a causa de la transformació de la cobla en la cobla moderna de sardanes. La cobla va patir un procés de transformació important que va deixar de banda la cornamusa, que fins al moment tenia un paper central en la cobla, i la tenora i el tible, evolucions de la tarota popular, hi van adquirir el protagonisme. A més s'hi incorporaren nous instruments, de manera que la formació de tres músics va passar a onze (dues tenores, dos tibles, un flabiol i tamborí, dos fiscorns, dues trompetes, un trombó i un contrabaix).

En aquesta transformació, la cobla adquireix un so orquestral gairebé simfònic, però al mateix temps també perd l'espontaneïtat i simplicitat que caracteritzava la cobla de tres quartans. Això ha fet que a finals del segle xix, amb la voluntat de recuperar aquestes sonoritats perdudes es recuperés el sac de gemecs (a partir dels xeremiers mallorquins) i, amb la recuperació de l'instrument central de la cobla de tres quartans, hi hagués la voluntat de recuperar també la tarota. Avui en dia, l'instrument ha guanyat força popularitat, puix que nombrosos grups de l'escena folk catalana i mediterrània l'han anat integrant en llur repertori i, per tant, es pot dir que gaudeix d'una bona salut.

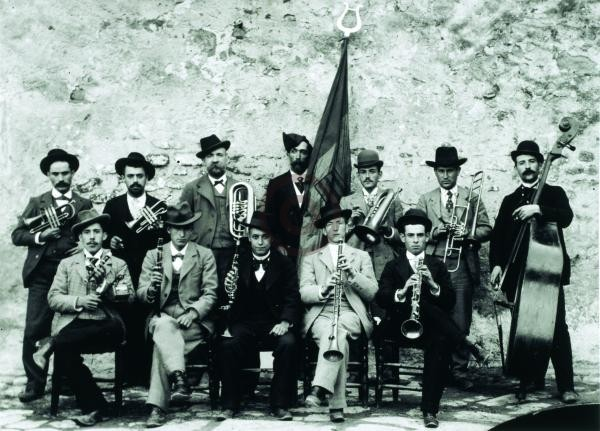
Cobla moderna (1909)
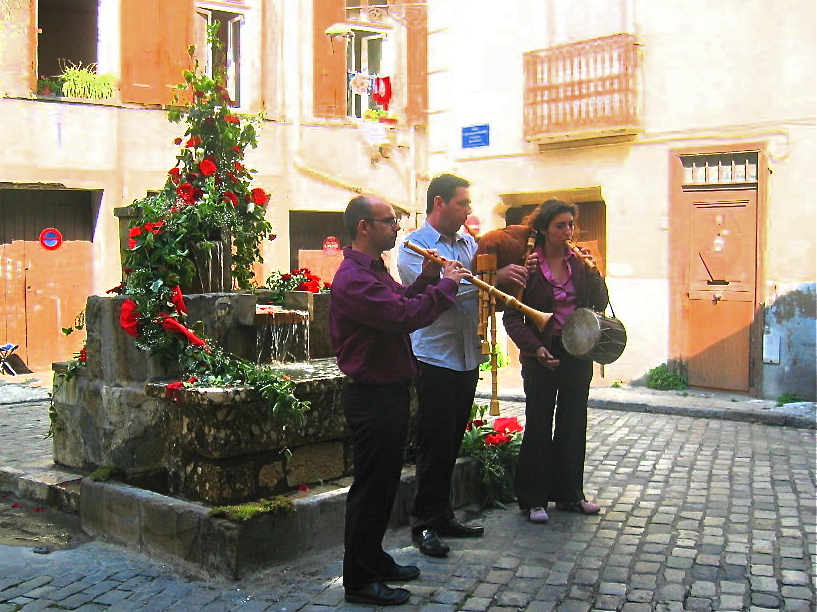
Cobla de tres quartans

## Recuperació

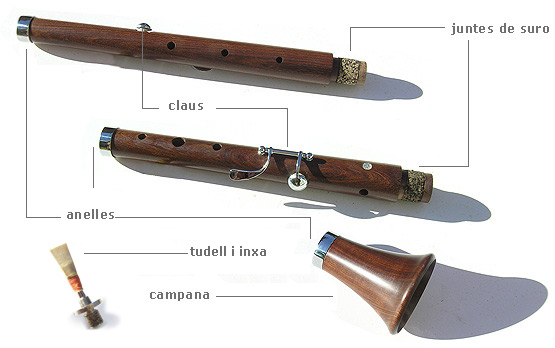
Tarota desmuntada, construïda per Josep Bonamusa

Durant el segle passat es va perdre la continuïtat en l'ús de la tarota, però, malgrat això, se n'han conservat alguns exemplars a diverses poblacions de la Catalunya Vella que n'han permès conèixer algunes de les característiques morfològiques comunes. Així doncs, a partir dels cinc models de tarota de Prats de Lluçanès (Osona), Celrà (Gironès) Bordils (Gironès), Pinyana (Pallars Jussà) i Perpinyà (Rosselló) s'ha pogut establir que en línies generals la tarota era un instrument de fusta de secció cònica, amb un pavelló final acampanat, construït d'una sola peça d'entre uns 60 i 70 centímetres. Pel que fa a l'embocadura, consta d'un tudell metàl·lic i un suport de fusta sobre els quals es col·locava una canya doble de la qual no se n'ha conservat cap. Quant a la digitació, la majoria de tarotes tenen 7 forats a la part davantera (6 forats + 1 pel dit petit) i en dos dels models el forat pel dit petit apareix doblat de manera que l'instrument pot ser tocat per un dretà o per un esquerrà. Cap de les tarotes no té forat posterior d'octavació ni claus.
Tot i que el model de tarota que s'ha acabat implementant actualment parteix d'aquestes tarotes conservades, presenta algunes diferències importants. Així doncs, el model de tarota moderna –que parteix de la tarota del constructor Xavier Orriols– no té suport de fusta per l'inxa i sí que incorpora forat posterior d'octavació. A més, també s'han anat afegint claus a l'instrument per augmentar-ne el registre.